# Chit
Der Sanskritbegriff Chit (oder Cit) ist ein fundamentales Prinzip in sämtlichen spirituellen Disziplinen des indischen Subkontinents.

## Etymologie
Chit – चित् – (cit) – ist eng verwandt mit citta und kann mit Bewusstsein, Verstand, wahres Bewusstsein, Wissen, sich bewusst sein, verstehen, nachvollziehen übersetzt werden. Chit wird meist im Sinne eines reinen unpersönlichen Bewusstseins verstanden.

## Beschreibung
Der Begriff Chit findet im Hinduismus, im Sikhismus, im Jainismus und in anderen Religionen breite Anwendung. In den Upanishaden wird Chit mit Drishta in Verbindung gebracht – dem Seher, oder dem Übersinn, der sämtliche sinnlichen Wahrnehmungen interpretiert. Gemäß den Veden bildet Chit einen der drei Aspekte der Wesenheit des Absoluten, dem Sat-Chit-Ananda.
Chitaranjan verleiht das Gefühl der Bewusstwerdung und vollständigem Bewusstseins.

## Chit im Yoga
In den Yogasutras des Patanjali taucht Chit im vierten Kapitel über Kaivalya (kaivalya-pādaḥ – Weg der Freiheit) an zwei Stellen auf:

„चितेरप्रतिसंक्रमायाः तदाकारापत्तौ स्वबुद्धि संवेदनम् – citer-aprati-saṁkramāyāḥ tad-ākāra-āpattau svabuddhi saṁ-vedanam – sobald das Bewusstsein zur Ruhe gekommen ist, spiegelt es unwandelbare, reine Bewusstheit wider und sieht gleichzeitig, wie es sich selbst beobachtet.“

„पुरुषार्थशून्यानां गुणानांप्रतिप्रसवः कैवल्यं स्वरूपप्रतिष्ठा वा चितिशक्तिरिति – puruṣa-artha-śūnyānāṁ guṇānāṁ-pratiprasavaḥ kaivalyaṁ svarūpa-pratiṣṭhā vā citiśaktiriti – Das Tor zur Freiheit öffnet sich, wenn die fundamentalen Eigenschaften der Natur (Gunas) – deren Umwandlungen im Moment ihres Auftretens registriert werden – als leer und damit irrelevant für die reine Bewusstheit des Praktizierenden erkannt werden. Reine Bewusstheit steht Kraft seiner ureigenen Natur alleine – der Kraft reinen Erkennens (Sehens).“

Hiermit endet der Yogasutra.
Denselben Ratschlag, die Gunas zu transzendieren, erteilt übrigens Krishna auch Arjuna:

„त्रैगुण्यविषया वेदा निस्त्रैगुण्यो भवार्जुन निर्द्वन्द्वो नित्यसत्त्वस्थो निर्योगक्षेम आत्मवान् – traiguṇya-vishayā vedā nistrai-guṇyo bhavārjuna nirdvandvo nitya-sattva-stho niryoga-kṣema ātmavān – Sei ohne die in den Veden behandelten drei Gunas, o Arjuna, frei von Zwiespalt, immerzu in einem reinen Zustand (spiritueller Existenz), frei von Besitzstreben und immer im Selbst verankert.“

## Interpretation
Aurobindo Ghose bezeichnet Chit als universelles Bewusstsein, welches in einer abfallenden Kaskade an Bewusstheit in der Schöpfung zu finden sei. In der Triade des Brahman nimmt es unterhalb von Sat − सत् − (reines Sein) und oberhalb von Ananda –आनन्द – (Seligkeit) die mittlere Ebene ein.